# Cuerpo receptor
Se denomina cuerpo receptor, en forma genérica, a un curso de agua, río o arroyo; un lago, o un ambiente marino, bahía, estuario, golfo, al cual se descarga un efluente de aguas servidas, ya sea de áreas urbanas, de industrias, o de sistemas de riego.
Las aguas superficiales se clasifican, de acuerdo a su uso esperado, y esta clasificación establece condiciones mínimas de calidad de sus aguas, y consecuentemente condiciona la calidad del agua de los efluentes. Como consecuencia la clasificación del cuerpo receptor, que se asocia a una serie de valores límites a no ser superados para los principales parámetros de calidad del agua, se definen exigencias mínimas para el tratamiento de los efluentes.
Generalmente los cuerpos receptores se clasifican en unas cinco clases, con exigencias de calidad del agua decrecientes:

Clase 1
- Aguas destinadas o que puedan ser destinadas al abastecimiento de agua potable a poblaciones con tratamiento convencional.

Clase 2
- Aguas destinadas al riego de hortalizas o plantas frutícolas u otros cultivos destinados al consumo humano en su forma natural, cuando éstas son usadas a través de sistemas de riego que provocan el mojado del producto.

Clase 3
- Aguas destinadas a recreación por contacto directo con el cuerpo humano.

Clase 4
- Aguas destinadas a la preservación de los peces en general y de otros integrantes de la flora y fauna hídrica, o también aguas destinadas al riego de cultivos cuyo producto no se consume en forma natural o en aquellos casos que siendo consumidos en forma natural se apliquen sistemas de riego que no provocan el mojado del producto.

Clase 5
- Aguas correspondientes a los cursos o tramos de cursos que atraviesan zonas urbanas o suburbanas que deban mantener una armonía con el medio, o también aguas destinadas al riego de cultivos cuyos productos no son destinados al consumo humano en ninguna forma.[1]